# Molina & Roberts
Molina/Roberts är en split-7" av Jason Molina och Alasdair Roberts, utgiven 1999.

## Låtlista
1. "The Green Mossy Banks of the Lea" (trad.)
2. "Ten Thousand Miles" (trad.)